# Eutrema cordifolium
Eutrema cordifolium là một loài thực vật có hoa trong họ Cải. Loài này được Turcz. mô tả khoa học đầu tiên năm 1842.